# 托隆河
托隆河（法語：Tholon，法語發音：[tɔlɔ̃]）是法国勃艮第-弗朗什-孔泰大区约讷省的河流，是約訥河的左支流，长37.9千米。